# Walwalidj
Walwalidj, Walwalij o Warwalij, en xinès probablement A-hua, fou una antiga vila del Tukharistan al que avui dia és el nord de l'Afganistan, a la ruta entre Balkh i Talakan del Tukharistan i el Badakhxan a la confluència dels rius Surkhab i Talakan que després, units, desaiguaven a l'Amudarià (Oxus). La va visitar el pelegrí Xuan Zang abans de l'islam. Els Hudud al-alam l'esmenta com a kasaba i centre administratiu de la província del Tukharistan. Sota els gaznèvides i va haver una seca (vers 1030) que va durar uns anys fins al domini seljúcida, sent després traslladada a la veïna Kunduz que antigament podia haver estac només una fortalesa de protecció de Walwalidj.